# Stephan Waser
Stephan Waser (* 10. März 1920; † 19. Juni 1992) war ein Schweizer Bobfahrer. Er war zwischen 1947 und 1952 einer der Anschieber für Fritz Feierabend.
Ihren ersten grossen Erfolg feierten Feierabend und Waser bei der Bob-Weltmeisterschaft 1947 in St. Moritz, als die beiden den ersten Titel im Zweierbob nach dem Zweiten Weltkrieg gewannen. Nachdem Waser für die Olympischen Spiele 1948 nicht berücksichtigt worden war, kehrte er erst 1950 zurück. Bei der Bob-Weltmeisterschaft 1950 in Cortina d’Ampezzo siegten Feierabend und Waser im Zweierbob vor dem US-Bob des Piloten Stanley Benham. Im Viererbob siegte Benham mit seinem Team vor Fritz Feierabend, Albert Madörin, Remi Spada und Stephan Waser. Zum Abschluss seiner sportlichen Karriere nahm Stephan Waser an den Olympischen Spielen 1952 in Oslo teil. Sowohl im Zweierbob als auch im Viererbob siegte die Mannschaft des deutschen Bobpiloten Andreas Ostler vor dem Team von Stanley Benham. Feierabend und Waser lagen sowohl im Zweierbob als auch im Viererbob eine knappe Sekunde hinter Benham auf dem dritten Platz, im Viererbob gehörten noch Albert Madörin und André Filippini zur Bronzemannschaft.